# コンスタンティノス・カリディス
コンスタンティノス・カリディス（ギリシャ語：Κωνσταντίνος Καρύδης、1974年 - ）は、ギリシャの指揮者で、交響曲とオペラの両方のレパートリーで活躍している。ケント・ナガノ、マリス・ヤンソンスらが審査員を務める、ミュンヘンのバイエルン国立歌劇場が主催する2011年カルロス・クライバー賞を受賞した。

## 経歴
カリディスは1974年にギリシャのアテネで生まれた。
2006年にはシュトゥットガルトでグルックの『アルチェステ』、2008年にはアムステルダムでモーツァルトの『後宮からの誘拐』を演奏し、いずれもDVDでリリースされている。
オーケストラ曲では、ファリャのバレエ『三つ角の帽子』全曲の朗読や、リムスキー・コルサコフの色彩豊かな『シェヘラザード』が有名である。ミュンヘンのゲルトナー広場劇場で定期的に公演を行い、2009年にはウィーン国立歌劇場でモーツァルトの『ドン・ジョヴァンニ』を指揮した後、ロンドンのロイヤル・オペラ・ハウスでビゼーの『カルメン』を革新的な「3D」演出で指揮し、後にDVDとして発売された。2012年には、ロイヤル・オペラ・ハウスに戻り、『ドン・ジョヴァンニ』を計12回公演した。このオペラの彼の解釈は、アムステルダムでも聴かれている。
ミュンヘンでは、2011年にオッフェンバックの「ホフマン物語」を新演出で指揮し、ディアナ・ダムラウとロランド・ヴィラゾンが出演して高い評価を得た。この公演はインターネットで配信された。また、ミュンヘン・フィルハーモニー管弦楽団とも共演している。
この指揮者は、2013年にエディンバラ国際音楽祭でデビューし、2014年にはフランクフルト歌劇場でワーグナーの『トリスタンとイゾルデ』を指揮し、バイエルン国立管弦楽団のコンサートも行っている。
2019年6月13日、カリディスは名高いホールでベルリン・フィルハーモニー管弦楽団の指揮デビューを果たした。プログラムは、モーツァルトの交響曲第34番と第38番でそれぞれ始まり、終わり、音色の輝きと繊細な表現のニュアンスが組み合わされている。また、ショスタコーヴィチの作品では、室内交響曲op.110aを演奏した。また、ショスタコーヴィチの作品では、戦争の悲惨さを繊細かつ感動的に表現した室内交響曲op.110aがある。このコンサートの模様は、6月15日に同楽団のデジタル・コンサートホールでライブ配信され、オンデマンドで見ることができる。